# Den nezávislosti (Tádžikistán)
Den nezávislosti (tádžicky ӯзи Истиқлолияти Ҷумҳурии Тоҷикистон, rusky День независимости Таджикистана), oficiálně známý jako Den státní nezávislosti Republiky Tádžikistán, je hlavním státním svátkem Tádžikistánu.

## Pozadí
V souvislosti s přeléváním nepokojů, které začaly v Polsku a šířily se po celém východním bloku, vyhlásila Tádžická sovětská socialistická republika, spolu s dalšími republikami Sovětského svazu, svou suverenitu. Dne 24. srpna 1990, ještě za existence Sovětského svazu, přijal Nejvyšší sovět Tádžické sovětské socialistické republiky na svém druhém zasedání Deklaraci "O svrchovanosti Tádžické sovětské socialistické republiky". Přestože byla deklarace přijata ještě v rámci Sovětského svazu, stala se prvním krokem na cestě k získání reálné nezávislosti Tádžikistánu. Například pátý článek této deklarace umožnil Nejvyššímu sovětu Tádžické SSR pozastavit platnost dokumentů SSSR, které byly v rozporu s právním řádem Tádžikistánu.
Po neúspěšném puči, který v srpnu 1991 zorganizoval Státní výbor pro mimořádný stav, začaly národní republiky proces vyhlašování své nezávislosti. Komunistická strana Tádžikistánu, která republiku do té doby řídila, byla formálně rozpuštěna. Dne 9. září 1991 přijal Nejvyšší sovět Tádžické SSR na svém zasedání Rezoluci a Deklaraci "O státní nezávislosti Tádžické republiky", která byla oficiálně podepsána úřadujícím prezidentem Kadriddinem Aslonovem. Deklarace vyzývala Tádžikistán, aby převzal kontrolu nad částí sovětských zlatých rezerv, vytvořil nezávislou ekonomickou politiku a další. Současně Tádžikistán vyjádřil ochotu připojit se k "unii suverénních států" s dalšími sovětskými republikami. Tádžikistán oficiálně získal nezávislost 26. prosince 1991 po rozpadu Sovětského svazu.

## Zvyky
Podle zákona "O svátečních dnech" je 9. září hlavním oficiálním státním svátkem v Tádžikistánu a doprovází ho každoroční oslavy. Oslavy jsou spojeny se salvou z 21 děl a ohňostrojem. Tento svátek je také dnem pracovního klidu. Každých pět let se na náměstí Dústí v Dušanbe při příležitosti tohoto svátku konají vojenské přehlídky. Každoroční masové oslavy se obvykle konají i na centrálním stadionu v Dušanbe.
Tádžické rodiny většinou slaví tento svátek menšími tradičními hostinami a zdobením aut, budov a ulic tádžickými vlajkami. Některé televizní kanály přenášejí všechny oficiální akce živě v rámci svého programu. Národní oslavy Dne nezávislosti jsou sledovány i tádžickou diasporou v Rusku, Pákistánu, Afghánistánu a Spojených státech.

## Oslavy v průběhu let
V roce 2007 byly oslavy 16. výročí nezávislosti spojeny i s 800. výročím narození Džaláleddína Balchí Rúmího. Na Den nezávislosti v roce 2019 otevřel prezident Emómalí-ji Rahmón druhou jednotku vodní elektrárny Rogun.
I v roce 2020 v zemi proběhly oslavy Dne nezávislosti, ale kvůli pandemii covidu-19 byly omezené veřejné oslavy. 30. výročí zisku nezávislosti bylo oslaveno v roce 2021. V rámci příprav na tuto událost byly vytvořeny pracovní skupiny ve všech regionech, městech a okresech, a byl schválen akční plán. Dne 23. ledna 2020 byl přijat oficiální symbol tohoto svátku, který zobrazoval nadjezd, elektrárnu a tunel a nesl nápis "Státní nezávislost Tádžikistánu" v tádžičtině a angličtině spolu s letopočty 1991–2021. Vojenská přehlídka ke Dne ozbrojených sil byla v roce 2018 prezidentem zrušena, protože vláda odmítla pořádat velké přehlídky až do 30. výročí nezávislosti. Během oslav 30. výročí nezávislosti navíc prezident udělil první rozsáhlou amnestii od října 2019.